# Список эльфов Средиземья
В легендариуме Дж. Р. Р. Толкина эльфы — одна из рас, населявших вымышленную Землю, часто называемую Средиземьем, в отдалённом прошлом. Эльфы фигурируют во всех произведениях Толкина, их сложная история изложена в основном в «Сильмариллионе» (также многие её аспекты можно узнать из «Неоконченных сказаний» и «Истории Средиземья»).
Данная статья представляет собой список эльфов, упомянутых в произведениях Толкина, составленный в алфавитном порядке.
Все эльфийские имена имеют определённые значения на языках эльфов, разработанных Толкином, к примеру, на квенья, нолдорине, голдогрине, синдарине.
В конце жизни Толкин решил, что эльфы Второго клана (нолдор), жившие в Эльдамаре, носили несколько имён:
- «отцовское имя» («атарессэ», кв. ataressë), данное отцом
- «материнское имя» («амилессэ», кв. amilessë), данное матерью
- «после-имя» («эпессэ», кв. epessë), прозвище, данное другими эльфу в течение его жизни
- «собственное имя» («килмессэ», кв. kilmessë), которым эльф называл сам себя.

Однако стоит заметить, что большинство эльфов, описанных Толкином, имело только одно имя.

## А

### Амариэ
Ама́риэ (кв. Amarië) — эльфийка из ваньяр, возлюбленная Финрода Фелагунда, короля Нарготронда. Ей не было позволено последовать за Финродом в изгнание в Средиземье; Финрод по-прежнему любил её, поэтому так никогда и не женился в Белерианде. В «Лэ о Лейтиан» и «Серых Анналах» cказано, что вскоре после смерти Финрод вновь вернулся к жизни в Валиноре, и «теперь он живёт с Амариэ», из чего, видимо, следует, что после возрождения Финрода они заключили брачный союз.

### Амдир
Амдир (синд. Amdir, в переводе с синдарина — «взгляд вверх», «надежда») — король эльфов во Вторую Эпоху. Упомянут только в «Неоконченных сказаниях». Амдир был эльфом-синда из Дориата, который отправился на восток, в Эриадор, после Войны Гнева. Там он стал королём государства Лоринанд (позже названного Лотлориэном), поскольку лесные эльфы, владевшие им ранее, уже не имели владык среди себя. Лоринанд располагался к югу от той области, где Орофер (отец Трандуила, короля эльфов из «Хоббита», и дед Леголаса из «Властелина Колец») основал государство лесных эльфов в Лихолесье.
Толкин писал, что Амдир был убит в Войне Последнего союза в 3434 г. В. Э., в ходе Битвы при Дагорладе, где он вместе со всеми воинами, которых мог собрать, присоединился к армии Орофера. Он и его войско были отрезаны от союзников и загнаны в болото, где более половины из них, включая самого короля, погибли. Местность эта позже стала известна как Мёртвые Топи. После смерти Амдира его сын Амрот стал королём Лоринанда.
В другой версии тех же событий Толкин назвал этого же персонажа Мальгалад («золотое сияние»).

### Амрас
Амрас (синд. Amras) — брат-близнец Амрода, младший сын Феанора и Нерданэль.
Согласно «Сильмариллиону» он, как и его брат Амрод, погиб в ходе нападения на подданных Эарендила в устье Сириона. В более поздней версии он погиб на корабле, подожжённом Феанором, тем самым оправдалось его материнское имя Umbarto (обречённый).
«Отцовское имя» Амраса на квенья — Телуфинвэ («последний Финвэ», в честь его деда Финвэ, поскольку он был самым младшим и последним сыном Феанора). «Материнское имя» его было изначально Амбарусса, «рыжеголовый» (что намекало на уникальный среди эльфов цвет его волос), аналогичное «материнскому имени» его брата-близнеца Амрода. Позже Нерданэль называла его Умбарто, «Обречённый». Его отец Феанор, обеспокоенный этим, изменил его на Амбарто. Тем не менее, оба близнеца называли друг друга «Амбарусса».

### Амрод
Амрод (синд. Amrod) — брат-близнец Амраса, младший сын Феанора и Нерданэль.
«Отцовское имя» Амрода на квенья было Питьяфинвэ, «маленький Финвэ», а «материнское имя» — Амбарусса (изначально данное Амрасу, позднее оба близнеца называли друг друга этим именем). Погиб вместе с братом в ходе нападения на подданных Эарендила в устье Сириона.

### Амрот
Амрот (синд. Amroth) — сын Амдира, эльф из синдар, который унаследовал от отца титул Владыки Лориэна. Он устал от Средиземья и отправился на юг, в Эделлонд, старую гавань своего народа, вместе со своей возлюбленной по имени Нимродэль. Однако Нимродэль пропала в Белых горах, и Амрот отложил свой отъезд в Валинор. Когда он всё-таки поднял парус, то ему показалось, что он видит Нимродэль на пристани, и он бросился в воду, чтобы доплыть до неё. В результате он утонул в заливе Белфалас, и никто более его не видел.

Амрот, несмотря на то, что был синда по происхождению, жил по обычаям лесных эльфов — нандор. Жилище его было на холме, который впоследствии назвали Керин Амрот.
Настоящее имя Амрота в легендариуме не упоминается. «Амрот» (англ. Amroth) — это прозвище, означающее «верхолаз».

Крепость Дол Амрот в южном Гондоре была названа в честь Амрота.

### Анайрэ
Анайрэ (кв. Anairë, в переводе с квенья — «святейшая») — эльфийка из нолдор, жена Финголфина и мать всех его детей: Фингона, Тургона, Аргона и Аредэль Ар-Фейниэль. Не последовала за мужем в изгнание, оставшись в Валиноре вместе со своей близкой подругой, женой государя Финарфина, Эарвен.

### Ангрод
Ангрод (синд. Angrod) — сын Финарфина, один из князей нолдор.
Ангрод был старшим братом Галадриэль и Аэгнора и младшим братом Финрода Фелагунда. Вместе с ними он ушёл в изгнание, в Средиземье же вместе с Аэгнором он оборонял нагорья Дортониона от Моргота. Ангрод и Аэгнор были оба убиты в Дагор Браголлах.
У Ангрода была жена по имени Эльдалотэ. Его сыном был Ородрет, который бежал в Нарготронд после гибели отца. Таким образом, Ангрод был дедом Гил-Галада, сына Ородрета.
Его имя было синдаризированной формой его имени на тэлерийском диалекте квенья — Ангарато (кв. Angaráto), означающего «железный благородный». В имени нашли отражение его руки огромной силы и ранее полученное эпессэ Ангамайтэ (кв. Angamaitë) — «железнорукий».

### Аргон
Аракано (кв. Arakáno, на синдарине — Аргон (синд. Argon)) — персонаж книг Дж. Р. Р. Толкина; эльф из нолдор, третий сын Финголфина и Анайрэ. Брат Фингона, Тургона и Аредэли. Аракано — его отцовское имя, на квенья оно означает «благородный вождь».
В 1495 году Предначальной Эпохи Аракано внял призыву Феанора и вместе со своим отцом, братьями и сестрой отправился в Исход. Но погиб он одним из первых, едва достигнув (по некоторым версиям, не достигнув) Средиземья.
У Толкина есть несколько версий его смерти (погиб в Альквалондэ, или во время перехода через Хэлкараксэ, или в битве с орками в Ламмоте), но последняя версия противоречит опубликованному «Сильмариллиону», так как согласно ему воинство Финголфина, не встретив сопротивления, дошло до самых ворот Ангбанда).

### Аредэль
Аредэль Ар-Фейниэль (синд. Aredhel Ar-Feiniel, в переводе с синдарина — «благородный эльф» и «благородная белая дама», англ. Aredhel Ar-Feiniel, кв. Irissë), также называемая Белой Девой Нолдор (что является переводом прозвища Ар-Фейниэль; имя же Аредэль переводится как «знатный эльф») — в легендариуме Дж. Р. Р. Толкина дочь Финголфина и Анайрэ, сестра Фингона, Тургона и Аргона, мать Маэглина. Своё прозвище «Ар-Фейниэль» она получила, как говорят, за то, что отличалась весьма светлой кожей и носила только серебристые и белые одежды.
Описывается как высокая, стройная, светлокожая и темноволосая, своевольная и переменчивая, неугомонная любительница охоты и конных прогулок в лесу. Аредэль привлекали сыновья Феанора, но ни одному из них она не стала женой.
Прибыв из Амана в Средиземье, жила с Тургоном в Неврасте; с ним же отправилась в потаённый Гондолин. Но со временем город наскучил ей, Аредэль затосковала по лесам и диким просторам. Она просила Тургона разрешить ей уйти; он не желал этого, боясь раскрытия тайны Гондолина, но в конце концов смягчился, и в 316 году Первой Эпохи его сестра покинула пределы Тумладена.
Первоначально Аредэль и её провожатые планировали проехать на восток через защищённые земли королевства Элу Тингола, однако пограничная стража Дориата не пропустила их:
…Стражи границ отказали им, потому что Тингол не разрешал никому из нолдор, кроме его родичей из дома Финарфина, пересекать Пояс Мелиан, и меньше всего тем, кто был другом сыновей Феанора.
Поэтому, пытаясь достичь владений сыновей Феанора, Келегорма и Куруфина, Аредэль выбрала опасный путь по местности Нан Дунгортэб вдоль подножия горной цепи Эред Горгорот; там спутники Аредэли заблудились и отстали, а она в одиночку бесстрашно продолжала путь. Достигнув Химлада, но не застав там сыновей Феанора, Аредэль стала ездить по лесам и в конце концов заблудилась в Нан Эльмоте.
Теми местами владел Эол Тёмный Эльф, искусный эльфийский кузнец, некогда принадлежавший к роду Тингола. Окружённая его чарами, Аредэль пришла к его дому; «там она и осталась», став женой Эола. Их сыном стал Маэглин. Рассказывая ему о былом, Аредэль захотела вернуться в Гондолин. В отсутствие Эола она вместе с Маэглином оставила Нан Эльмот. Преследуемые Эолом, они достигли тайного входа в город, где были радостно встречены. Эол же был схвачен и предстал перед Тургоном, который запретил ему покидать Гондолин, предоставив выбор: оставаться в городе или умереть.
Эол выбрал смерть, но не только для себя, но и для своего сына. Он попытался убить Маэглина дротиком, но Аредэль приняла удар на себя. К вечеру того же дня она умерла, поскольку дротик оказался отравленным. На скором суде Эола приговорили к смерти и сбросили с городской стены. Перед смертью он проклял своего сына, предсказав, что его постигнет та же участь.
Сын Эола Маэглин занял видное место в жизни Гондолина, однако впоследствии предал его, заслужив ненависть даже бо́льшую, чем его отец.

### Арвен
Арвен (синд. Arwen, в переводе с синдарина — «благородная дева») — дочь Элронда и Келебриан, внучка Галадриэль и Эарендила, жена Арагорна, короля Элессара, владыки Воссоединённого королевства Гондора и Арнора. Браком Арагорна (потомка Элроса в 60-м поколении) и Арвен (дочери Элронда) воссоединились ранее разделённые ветви потомков близнецов Элронда и Элроса (см. Полуэльфы).

### Аэгнор
Аэгнор (синд. Aegnor) — эльф из нолдор, сын Финарфина и один из князей нолдор.
Аэгнор был старшим братом Галадриэль и младшим братом Финрода Фелагунда и Ангрода, вместе с ними он отправился в изгнание из Валинора. Аэгнор был 

… известен как один из самых отважных воинов; … в гневе битвы свет его очей был подобен огню [что подтвердило его «пророческое» материнское имя, см. ниже], хотя в остальном он был щедр и благороден духом.— Толкин Дж. Р. Р. (под ред. К. Толкина). Народы Средиземья: Шибболет Феанора
Позже, уже в Белерианде, он был вассалом Финрода и вместе с Ангродом оборонял нагорья Дортониона от Моргота. Позже они оба были убиты в Дагор Браголлах.
Аэгнор никогда не был женат. Он был влюблён в смертную женщину Андрет, но поскольку то было время войны, он не открылся ей полностью, а вскоре после этого был убит.
Имя «Аэгнор» — синдаризированная форма его квенийского материнского имени Айканаро, или Айканар (кв. Aikanáro, кв. Aikanár), означающего «злой огонь», видимо, данного ему из-за особенностей характера. Его отцовским именем было Амбарато (кв. Ambaráto), на тэлерийском квенья означающего «высокий благородный».

## Б

### Белег
Белег (синд. Beleg) — великий эльфийский лучник Первой Эпохи, товарищ Турина Турамбара. Его называли Белег Куталион (англ. Beleg Cúthalion), в переводе с синдарина — Белег Могучий Лук.
Белег нашёл Турина и небольшой отряд на границе Дориата. Позже они вдвоём охраняли границы королевства. Могучий Лук и Драконий Шлем — так их знали враги. И страшились они лучника с его другом мечником.
Когда Турин попал в плен к оркам из-за предательства Мима, гнома-карлика, Белег пустился на его поиски. Через несколько ночей после пропажи Турина Белег встретил эльфа по имени Гвиндор, и они вместе в ту же ночь обнаружили отряд орков, пленивших Турина. Белег отвязал Турина от дерева, к которому орки привязали его, чтобы напоить и насмехаться над ним, и, отнеся его достаточно далеко от лагеря орков, попытался рассечь оковы. Но меч Турина, Англахэл, которым орудовал Белег, соскользнул и оцарапал ступню пленника. Турин очнулся и, увидев над собой неясную фигуру с мечом, бросился на Белега, в схватке завладел Англахэлом и убил Белега, почитая того за врага.

## В

### Воронвэ
Воронвэ (кв. Voronwë) — эльф-нолдо из Гондолина, игравший ключевую роль в истории Туора. Его имя на квенья значит «непреклонный» (синдаринская форма — Бронвег). Слово «Воронвэ» также являлось титулом некоторых других персонажей, к примеру, наместника Гондора Мардила Воронвэ.
Воронвэ был относительно молодым по меркам эльфов, поскольку родился в Средиземье (конкретно — в Неврасте), а не в Валиноре. Его отцом был Аранвэ из нолдор, а мать, родственница Кирдана, была из синдар Фаласа. Воронвэ утверждал о себе, что он был «из Дома Финголфина», что в данном случае, скорее всего, означает, что он был сторонником этого Дома, а не его членом по крови.
Воронвэ был одним из эльфов Гондолина, посланных Тургоном к заливу Балар после Нирнаэт Арноэдиад. Их заданием была постройка кораблей с помощью Кирдана, чтобы попытаться достигнуть Валинора и обратиться с мольбой к Владыкам Запада о помощи эльфам. Однако Воронвэ задержался по пути, будучи зачарован в ивовых лугах Нан-татрена и скитаясь там. Таким образом Воронвэ последним из посланников Тургона добрался до Кирдана, когда шесть из семи кораблей, построенных по просьбе короля Гондолина, уже ушли в море. Таким образом, он стал капитаном последнего, самого большого корабля, и семь лет путешествовал по Белегаэру, пытаясь найти путь на Запад через 

… ненависть, и одиночество, и безумие, ужас ветра и смятение, и безмолвие, и тени, в которых теряется вся надежда, и всё живое уходит навсегда.— Толкин Дж. Р. Р. (под ред. К. Толкина). Неоконченные сказания: «О Туоре и его приходе в Гондолин», стр. 36
 Однако Проклятие Валар сработало против него, и Запад остался недосягаемым. В отчаянии мореплаватели повернули назад, но когда они уже увидели Смертные Земли, их корабль попал в великую бурю и затонул.
Воронвэ, однако, спасся, единственный из всех, посланных Тургоном и Кирданом. От ярости Оссэ его уберёг Ульмо и вынес на берег неподалёку от Виньямара, места его рождения. Там его приветствовал Туор из Дома Хадора, который передал ему просьбу Ульмо: сопроводить Туора в Гондолин. Воронвэ с неохотой, но подчинился, вспоминая древние пророчества. Более месяца шли они на восток вдоль южных склонов Эред Ветрин ко входу в Сокрытый Город, несмотря на Проклятие Валар и злость Врага, под защитой Ульмо. По дороге они встретили двоюродного брата Туора, Турина Турамбара — у руин Эйтель Иврин, но не узнали его. Когда они дошли, наконец, до Гондолина, Воронвэ впустили туда как его прежнего обитателя, Туора же вначале арестовали, но затем отпустили, и он смог передать Тургону предостережения Ульмо.
Более в канонических работах Толкина Воронвэ не упоминается, кроме утверждения, что он пережил падение Гондолина. Прочие источники предполагают, что он уплыл на Запад вместе с Туором и Идрилью.

## Г

### Галадон
Галадон (синд. Galadhon) — эльф из синдар, упомянут только в «Неоконченных сказаниях». Был сыном Эльмо, младшего брата Тингола, и отцом Келеборна. Галадон был создан для того, чтобы объяснить родство Келеборна и Тингола (такое происхождение делает Тингола двоюродным дедом Келеборна; в более поздних произведениях Толкина описано альтернативное происхождение Келеборна). У Галадона был ещё один сын, Галатиль, который стал отцом Нимлот, которая, в свою очередь, вышла замуж за своего троюродного брата Диора. Имя «Галадон» имеет корень «галад», синдаринское слово, обозначающее «дерево».

### Галадриэль
Галадриэль (синд. Galadriel) — эльфийка королевского рода, дочь Финарфина, происходившая из нолдор и тэлери. Была внучкой королей Финвэ и Ольвэ, а также близкой родственницей короля ваниар Ингвэ через свою бабушку Индис. Ближе к концу своего пребывания в Средиземье Галадриэль была соправительницей Лотлориэна вместе со своим мужем, владыкой Келеборном.
Имя, данное отцом - Артанис (Artanis)(благородная женщина).
Имя, данное матерью - Нэрвен (Nerwen(dё))(женщина-муж)
Алатариэль - вариант имени Галадриэль на древнем языке телери.
Белая владычица или Лесная владычица - прозвища Галадриэль в Средиземье.

### Галатиль
Галатиль (синд. Galathil) — эльф из синдар, отец Нимлот, брат Келеборна, сын Галадона и внук Эльмо.

### Галдор из Гаваней
Галдор из Гаваней (англ. Galdor of the Havens) — эльф из Митлонда, представитель Кирдана на совете у Элронда.

### Галдор из Гондолина
Галдор из Гондолина (англ. Galdor of Gondolin) — эльф из нолдор, живший в Гондолине в Первую Эпоху, предводитель Народа Дерева. Слыл храбрейшим из эльфов Гондолина, не считая самого короля Тургона. После падения Гондолина бежал к устьям Сириона. По легенде, позже Галдор вернулся в Бессмертные Земли и жил на Тол Эрессеа.
В поздних произведениях Толкин писал, что Галдор из Гондолина и из Митлонда (описанный во «Властелине Колец» посланник Кирдана на совет у Элронда) может быть одним и тем же эльфом, но в итоге окончательно отказался от этой идеи: если Галдор остался в Средиземье, то он либо полностью отказался от прощения Валар (и, следовательно, окончательно пал), либо должен был уйти и позже вернуться, как сделал Глорфиндел, что сделало бы его гораздо более сильным персонажем, чем описано во «Властелине Колец». Таким образом, Толкин пришёл к выводу, что «Галдор» — это просто распространённое синдаринское имя.

### Галион
Галион (англ. Galion) — дворецкий короля эльфов в «Хоббите», чьё пристрастие к выпивке позволило Бильбо Бэггинсу и гномам успешно бежать.

### Гвиндор
Гвиндор, сын Гуилина (англ. Gwindor son of Guilin) — князь Нарготронда, брат Гелмира. Он был обручён с принцессой Финдуилас, дочерью короля Ородрета. Поскольку Гвиндор считался отважнейшим из всех эльфов Нарготронда, ему вместе с небольшим отрядом позволили участвовать в Битве Бессчестных Слёз, но только под командованием Фингона (деяния Келегорма и Куруфина привели к тому, что большая часть армии Нарготронда отсутствовала).
Он уже сражался в Нирнаэт Арноэдиад, когда, увидев изувеченный труп своего брата Гелмира, его обуял страшный гнев, и Гвиндор бросился на армии Моргота на просторах Анфауглита. По легенде, сам Моргот затрепетал перед его гневом, видя, как Гвиндор приближается к Ангбанду. Однако он атаковал слишком быстро и зашёл слишком далеко, и был взят в плен у врат Ангбанда, где провёл следующие четырнадцать лет в качестве раба.
Через четырнадцать лет Гвиндору удалось сбежать из подземелий, однако он заблудился в Дортонионе. Однако там его нашёл Белег, которому он помог спасти Турина Турамбара и проводить его через Эйтель Иврин в Нарготронд. Когда Гвиндор вернулся туда, оказалось, что его плен так сильно повлиял на него, что лишь немногие из его рода смогли его узнать. Он также вернулся к Финдуилас, но со временем обнаружилось, что теперь она любит Турина; в гневе Гвиндор открыл настоящее имя Турина народу Нарготронда, за что Турин упрекал его.
Позднее Гвиндор выступал против планов Турина об открытой войне с силами Моргота, но его не слушали. Он встретил свою смерть вместе с королём Ородретом в Битве при Тумхаладе. Перед тем, как Гвиндор умер, Турин нашёл его, и они последний раз поговорили, при этом Гвиндор открыл Турину, что лишь Финдуилас стоит между ним и его судьбой. После этого дух его отошёл в Мандос.

### Гилдор Инглорион
Гилдор Инглорион (синд. Gildor Inglorion) — эльф-нолдо из Дома Финрода. Во «Властелине Колец» он встретил Фродо Бэггинса и его друзей по пути из Шира. Гилдор предупредил их о Чёрных Всадниках, дал отряду Фродо еду и устроил на ночь, а кроме этого, произвёл огромное впечатление на Сэма. В конце романа он появляется в Серых Гаванях, сопровождая Бильбо, Фродо, Гэндальфа, Элронда и Галадриэль в Валинор.
Уже давно возник вопрос о личности данного героя. Гилдор называет себя «Гилдор Инглорион из Дома Финрода». Он также говорит: «Мы изгнанники, и большинство наших сродников уже давно уплыли, да и мы только немного задержались здесь, прежде чем отправиться обратно через Великое Море». Во время, когда был написан «Властелин Колец», Финродом всё ещё звали персонажа, позже ставшего известным как Финарфин. Поскольку «Дом Финрода» — то же самое, что «Дом Финарфина», Гилдора можно поместить среди нолдор, состоявших в Доме Финарфина во время Исхода Нолдор и пришедших в Белерианд под водительством Финрода Фелагунда.
Некоторые спорят, что имя «Инглорион», означающее «сын Инглора», намекает на то, что Гилдор был сыном самого Финрода Фелагунда, который на то время в легендариуме Толкина был ещё известен как Инглор. Однако существуют сильные аргументы против этого. В «Сильмариллионе» говорится, что у Финрода не было жены, поскольку он любил Амариэ из ваниар, которая не пошла вместе с ним в изгнание. Это означает, что у него мог родиться сын только после того, как он погиб и отправился в Чертоги Мандоса. Его мог воскресить Мандос, и после этого он мог жениться на Амариэ. Однако крайне маловероятно (а скорее всего — невозможно), чтобы Финроду когда-либо позволили вернуться в Средиземье. Единственным таким исключением был Глорфиндел, к тому же, если бы дело обстояло именно так, то об этом обязательно упоминалось бы в произведениях Толкина. Более того, в этом случае Гилдор бы не описывал себя как одного из изгнанников. Если бы он был сыном Финрода, он, вероятно, мог бы претендовать на титул Верховного короля нолдор вместо Гил-Галада после смерти Тургона. Также говорится, что было всего трое детей — Келебримбор и Идриль — «третьего поколения от Финвэ, отправившихся в изгнание».
Также следует заметить, что Толкин изначально довольно хаотично использовал в «Хоббите» и первых черновиках его продолжения — «Властелина Колец» — имена из его неопубликованного к тому времени «Сильмариллиона»: другими примерами этого может служить упоминание Гондолина и появление Элронда в «Хоббите», которое было приведено в соответствии с «Властелином Колец» и ещё неопубликованной более ранней мифологией только к третьему изданию книги.
Всё это заставляет заключить, что Гилдор изначально мог быть задуман как сын Фелагунда, однако в финальной версии он, вероятно, стал членом Дома Финрода в качестве одного из его вассалов, а не сыновей (возможно, он был одним из рыцарей Нарготронда и сыном Инглора — персонажа, не связанного с Финродом Фелагундом).

### Гиль-галад
Гиль-галад, или Эрейнион (синд. Gil-galad, англ. Ereinion) — последний Верховный король нолдор Средиземья. Согласно «Сильмариллиону» — сын Фингона, по другим источникам — его двоюродный племянник (сын Ородрета). Правил во Вторую эпоху, погиб в Войне Последнего Союза эльфов и людей с Сауроном.

### Гимли
Гимли (англ. Gimli) — пожилой эльф, бывший пленником в кухне Тевильдо, Князя Котов, вместе с Береном. Упомянут в «Истории о Тинувиэль», самой ранней версии приключений Берена и Лютиэн, опубликованной во второй части «Книги утраченных сказаний». Имя «Гимли» впоследствии было дано гному во «Властелине Колец».

### Глорфиндел
Глорфиндел (синд. Glorfindel) или Глорфиндель — имя эльфа, дважды упомянутое в историях о Средиземье. Первый раз он появляется в различных повестованиях о Первой Эпохе Средиземья (включая «Сильмариллион») как военачальник Гондолина. Второй Глорфиндел — могущественный воин-князь Ривенделла, живущий в Третьей Эпохе и описанный во «Властелине Колец». В поздних произведениях Толкин утверждает, что эти два Глорфиндела — одно и то же лицо, хотя из «Сильмариллиона» и «Властелина Колец» это неочевидно.
Этот персонаж и его имя (обозначающее на синдарине «золотоволосый») был одним из первых созданных в то время, когда Толкин впервые замыслил то, что впоследствии стало его легендариумом (в 1916-17 гг.).
Происходил из валинорских калаквенди. В Первую Эпоху был вассалом верховного короля нолдор-изгнанников, государя Тургона, лорд дома Золотого Цветка Гондолина, и одним из военачальников гондолиндрим, впоследствии ставший воителем Имладриса и вассалом Элронда Полуэльфа.

## Д

### Даэрон
Даэрон (синд. Daeron) — эльфийский учёный и менестрель короля Дориата Элу Тингола. Был также одарённым лингвистом и изобрёл рунный алфавит Кирт.
Даэрон любил Лютиэн Тинувиэль, дочь Тингола и Майа Мелиан, но она не отвечала ему взаимностью. Несмотря на это, они были добрыми друзьями, и Лютиэн часто танцевала под его музыку. После того, как Даэрон обнаружил, что Лютиэн любит смертного Берена, он выдал их обоих Тинголу. Когда позже Лютиэн просила у него помощи в освобождении Берена, захваченного в плен силами Моргота, Даэрон снова выдал её Тинголу.
После того, как Лютиэн тайно покинула Дориат, Даэрон раскаялся и пустился на её поиски. Однако ему не удалось найти её, и в Дориат он также не вернулся, уйдя через Эред Луин в Эриадор, где он, видимо, долго жил впоследствии, написав песни, оплакивающие потерю Лютиэн.
По легенде, Даэрон был величайшим менестрелем среди всех Детей Илуватара, и только Маглору, сын Феанора, удалось приблизиться к его искусству. В более ранних версиях легендариума Даэрон (чьё имя тогда писалось Даирон (англ. Dairon)) был братом Лютиэн.
Образу Даэрона посвящены песни, наиболее известные из которых — «Дайолен — Даэрону» (музыка Хелависы, стихи Ниэннах (Н. Васильевой)), «Даэрон — Лютиэнь» Тэм Гринхилл, «Даэрон» Айрэ и Саруман. О судьбе Даэрона рассказывают многие фанфики; кроме того, она освещается в таких книгах по мотивам творчества Дж. Р. Р. Толкина, как «Чёрная книга Арды» Ниэннах, Иллет и «По ту сторону рассвета» О. Брилёвой.
Согласно одной из наиболее ранних версий легендариума в «Книге утраченных сказаний», Даэрон был сыном Тингола и Мелиан и братом Лутиэн.

### Дэнетор
Дэнетор (синд. Denethor) — король эльфийского народа лаиквенди, героически погибший в Первой битве за Белерианд во время сражения на горе Амон Эреб.
В его честь были названы двое Наместников Гондора Третьей Эпохи.

### Дуилин
Дуилин (синд. Duilin) — в «Книге утраченных сказаний» князь Гондолина, владыка Дома ласточки. Дуилин и его эльфы были великими лучниками.
Позже Толкин использовал имя «Дуилин» для одного из людей Гондора во «Властелине Колец». Он возглавил отряд лучников Мортонда и уничтожая харадских боевых зверей-мумакил, был затоптан чудовищами-олифанами.

## И

### Идриль
Идриль (синд. Idril) — дочь Тургона и Эленвэ, жена Туора и мать Эарендила Морехода.
Имя «Идриль» — это синдаризированная форма её квенийского имени Итариллэ, или Итарильдэ (кв. Itarillë, кв. Itarildë), означающего «сверкающее великолепие». Идриль была очень красивой светловолосой девушкой, свой цвет волос она унаследовала от Эленвэ, принадлежавшей к ваниар.

### Имин
Имин (англ. Imin) — один из первых шести пробудившихся эльфов.

### Иминье
Иминье (англ. Iminyë) — супруга Имина, одна из первых шести пробудившихся эльфов.

### Ингвион
Ингвион (кв. Ingwion, в переводе с квенья — «сын Ингвэ») — сын Ингвэ, предводителя ваниар и Верховного короля всех эльфов, двоюродный брат Индис, второй жены Финвэ. Жил в Валиноре вместе со своим отцом, на Таникветиле.
В ходе Войны Гнева Ингвион командовал войском ваниар, которое в числе прочих сил Валар пришло в Средиземье для борьбы с Морготом.

### Ингвэ
Ингвэ (англ. Ingwë) — предводитель первого клана эльфов, называемого ваниар.

### Инглор
См. Гилдор Инглорион

### Индис
Индис (кв. Indis, на квенья обозначает «жена, невеста») — эльфийка из ваньяр, племянница верховного короля Ингвэ, вторая жена Финвэ, короля нолдор.
После смерти своей первой жены, Мириэль, Финвэ долго горевал и сокрушался, а затем женился на Индис, которая давно любила его. У Финвэ и Индис было двое сыновей, Финголфин и Финарфин, и две дочери — Финдис и Иримэ. Также Индис стала мачехой Феанора. После того, как Финвэ был убит Мелькором, который затем похитил Сильмариллы, Индис вместе со своей старшей дочерью Финдис вернулась к своим родичам, эльфам-ваниар.
Либо сама Индис, либо её мать была сестрой Ингвэ, Верховного короля ваниар. Она также была бабушкой Галадриэль, одной из главных персонажей «Властелина Колец».

### Иримэ
Иримэ (кв. Irimë) — одна из дочерей Финвэ, сестра Феанора, Финголфина и Финарфина.

## К

### Карантир
Карантир (синд. Caranthir) — сын Феанора и Нерданэль, прозванный «Тёмным» (англ. The Dark), самый суровый и гневливый из семи братьев. «Карантир» — синдаринская форма квенийского имени «Карнистир» — «краснолицый».
После того, как Мелькор убил Финвэ и похитил Сильмариллы, Карантир вслед за своим отцом Феанором и вместе с остальными братьями принёс (в 1495 году по валинорскому летосчислению) в Тирионе Клятву именем Илуватара, призывая на свою голову Извечную Тьму, если не сдержат её, и взяв в свидетели Манвэ, Варду и благую гору Таникветил, поклявшись ненавидеть и преследовать любого, кто завладеет, получит или укроет от Феанора и его наследников Сильмариллы. Затем Карантир вместе с остальным войском нолдор ушёл в Средиземье, принимал участие в Резне в Альквалондэ, и приплыв к берегам Средиземья, сжёг корабли а Лосгаре.
Дальнейшая судьба Карантира в Средиземье так или иначе связана с судьбой остальных братьев. Вместе с остальными, Карантир участвовал во Второй Битве (Дагор-нуин-Гилиат) (1497 год В. Л.), затем после смерти Феанора и взятия Маэдроса в плен отступил вместе с лагерем к озеру Митрим.

После прибытия войска Финголфина и возвращения Маэдроса из плена участвовал в совете властителей нолдор в Митриме, где обсуждался вопрос о взаимоотношениях нолдор с Тинголом и передаче верховной власти Финголфину. (ок. 7 года П. Э.) На этом совете Карантир поссорился с Ангродом, принесшим вести из Дориата, ибо не любил сыновей Финарфина и, судя по текстам, славился крайне вспыльчивым и резким характером. Он обвинил сыновей Финарфина в предательстве:

…Не бывать тому, чтобы сыновья Финарфина вольно разъезжали повсюду и доносили о нас этому Тёмному Эльфу в его пещере! Кто сделал их нашими глашатаями? И хотя они вошли в Белерианд — не худо бы им помнить, что пусть мать их одной крови, но отец был принцем нолдор. Не слишком ли быстро забыли они это?
Однако Маэдрос смирил его гнев, правда, и сыновьям Феанора пришлось покинуть лагерь в Митриме.
Народ Карантира поселился на востоке — в верховьях Гелиона, вокруг озера Хелеворн, под горой Рерир и к югу от неё; а также укрепил горы к востоку от Маглоровых Ворот (англ. Maglor's Gap); нолдор же звали весь большой край между Гелионом, горами, Рериром и рекой Аскар — Таргелион («земля за Гелионом»), или Дор-Карантир, «Земля Карантира».
Они поднимались и обследовали Эред Луин и смотрели оттуда на земли Средиземья восточнее Белерианда. Там они вскоре наткнулись на гномов (наугрим) (около 150 г. П. Э.), которые после нападения Моргота и возвращения нолдор перестали приходить в Белерианд. И нолдор Карантира, и гномы ценили мастерство друг друга и охотно обучались, и хотя народы не особенно любили друг друга, а Карантир не скрывал своего презрения к неказистой внешности гномов, однако же общая ненависть к Морготу заставила их заключить взаимовыгодный союз. Торговые пути гномов Ногрода и Белегоста проходили через земли Карантира, а все изделия их прославленных кузнецов — через его руки, и это сильно увеличило его богатство.
Когда племена людей начали приходить в Белерианд, то племя халадин, столкнувшись с недружественностью нандор в Оссирианде, повернуло на север и поселилось в Таргелионе, в землях Карантира, где некоторое время жили в мире. Там в южных лесах владений Карантира на них через некоторое время напали отряды орков, специально посланные Морготом. Халдад, а после его гибели его дочь Халет, доблестно сражались против нападающих до того момента, когда к ним на помощь с войском подошёл с севера Карантир и загнал орков в реку. Карантир оказал Халет великий почёт, предложив ей вознаграждение за гибель её отца и брата, а также земли и свою защиту, если она захочет перебраться севернее. Халет, однако, отказалась от покровительства Карантира и вскоре увела своё племя в Эстолад.
После Дагор Браголлах (ок. 455—456 гг. П. Э.) Карантир бежал и с остатками своего народа присоединился к разрозненным дружинам Амрода и Амраса; вместе они отступили на юг, к Рамдалу. На Амон Эреб они установили стражу и собрали воинов.
После того, как в восточном Белерианде появились племена истерлингов (во многих переводах также «вастаки») (ок. 463 года П. Э.), Маэдрос заключил союз с пришельцами и их главными вождями — Бором и Улфангом; сыновья Улфанга, — Улфаст, Улварт и Улдор — принесли клятву верности Карантиру, но затем предали его.
Вместе с другими братьями Карантир участвовал в Пятой Битве Нирнаэт Арноэдиад (472 г.). После того, как открылось предательство племени вастаков Улфанга и Улдора, воинство Маэдроса было атаковано с трёх сторон, разбито и в беспорядке бежало. Хотя все сыновья Феанора были ранены, но ни один не погиб; они пробились друг к другу и собрав вокруг себя уцелевших нолдор и наугрим, пробились на восток, отступая до горы Долмед.
После Нирнаэт Арноэдиад владений сыновей Феанора более не существовало, войска их были рассеяны, союз распался и они жили в лесах у подножия Эред Луин, смешавшись с нандор Оссирианда.
Узнав о том, что Сильмарилл находится в Дориате у Диора, сыновья Феанора отправили к Диору посланников, но получили отказ, после чего напали на Дориат (ок. 506 г. П. Э.). Во время нападения Карантир, а также его братья Келегорм и Куруфин были убиты, также в сражении пали Диор и его жена Нимлот, а Эльвинг вместе с Сильмариллом бежала в сторону Гаваней Сириона.

### Квеннар и-Онотимо
Квеннар и-Онотимо (кв. Quennar i Onótimo), или просто Квеннар Онотимо (кв. Quennar Onótimo, последнее слово на квенья обозначает нечто вроде «вычислитель») — учёный из нолдор, упомянутый в «Истории Средиземья» как автор произведений «О начале времени и его счислении», «Йенонотиэ» («Подсчёта лет») и «Повести лет» (серии кратких описаний событий Первой Эпохи по годам). Его записи в «Повести лет» заканчиваются пересечением изгнанниками-нолдор ледяной пустыни Хэлкараксэ и входом их в Белерианд. Пенголод из Гондолина включил материал Квеннара в «Анналы Амана» и собственную «Повесть лет», которую расширил вплоть до поражения Моргота и конца Первой Эпохи.

### Келеборн
Келеборн (синд. Celeborn, в переводе с синдарина — «серебряное дерево») — эльф из синдар, сродник Тингола (внук его младшего брата, Эльмо), супруг Галадриэль и соправитель Лотлориэна (вместе с ней). Келеборн был отцом Келебриан, супруги Элронда Полуэльфа, и, соответственно, дедом Арвен и её старших братьев, близнецов Элладана и Элрохира.

### Келебриан
Келебриан (синд. Celebrían, в переводе с синдарина — «серебряная королева») — дочь Келеборна и Галадриэль, супруга Элронда, мать Элладана, Элрохира и Арвен. Келебриан называли «Госпожой Ривенделла».
Первое упоминание о ней относится к 1350 г. В. Э., когда она путешествовала с матерью из Эрегиона в Лоринанд.
В 109 г. Т. Э. Келебриан вышла замуж за Элронда и поселилась в Ривенделле. В 130 г. Т. Э. у них родились близнецы Элладан и Элрохир, а в 241 г. Т. Э. — дочь Арвен.
В 2509 г. Т. Э. Келебриан по пути из Ривенделла в Лориэн была схвачена орками. Элладан и Элрохир спасли её из плена, но хотя Элронду удалось исцелить её раны, Келебриан так и не смогла забыть пережитое и через год покинула Средиземье, уплыв на Запад.

### Келебримбор
Келебримбор (синд. Celebrimbor) — правитель эльфов Эрегиона, сын Куруфина и внук Феанора. Сыграл ведущую роль в изготовлении Колец власти, в частности, лично выковал Три кольца эльфов. Имя Келебримбор в переводе с синдарина означает «серебряный кулак».
Келебримбор был искуснейшим кузнецом и мастером-ювелиром Эрегиона во Вторую Эпоху. После разрушения Белерианда он не воспользовался милостью Валар, простивших мятежников-нолдор, остался в Средиземье и, придя в Эрегион в 750 году В. Э., основал там королевство, гражданами которого стали преимущественно оставшиеся в Средиземье нолдор из числа изгнанников. В Эрегионе им было также основано братство эльфийских мастеров Гвайт-и-Мирдайн. Келебримбор втайне желал достичь в мастерстве высот своего деда Феанора, но это ему не удалось.
Около 1500 года В. Э. Келебримбором при поддержке Саурона (скрывавшегося тогда под именем и ликом Аннатара) была начата работа над Кольцами Власти. Три Эльфийских Кольца создал сам Келебримбор, предположительно, около 1590 года; в течение ещё 10 лет им в сотрудничестве с Сауроном были выкованы остальные шестнадцать Колец. Узнав о существовании Единственного (1600), он отправился к Галадриэль, которая убедила его в необходимости спрятать Три кольца. Нэнья (Кольцо Воды) Келебримбор отдал Галадриэль, Вилья (Кольцо Воздуха) и Нарья (Кольцо Огня) отослал Гил-Галаду.
Узнав о восстании Келебримбора, Саурон атаковал Эрегион. Силы Гвайт-и-Мирдайн не устояли и были разгромлены, Келебримбор попал в плен и, подвергнувшись пыткам, раскрыл местонахождение Семи Гномьих Колец. Что касается Трёх, то Саурон так и не смог добиться каких-то сведений о них, и отважный эльф был убит.

### Келегорм
Келегорм (синд. Celegorm) — третий сын Феанора и Нерданэль, прозванный «Светлым» (англ. The Fair). Непонятно, относится ли эпитет «светлый» в данном случае к цвету кожи или красоте. Цвет волос Келегорма также является предметом споров среди читателей. Однако тот факт, что он был известен как «Жестокий» (англ. the Cruel), а также то, что его слуги оставили двух детей (Элуреда и Элурина) умирать голодной смертью, создаёт большие сомнения в том, что Келегорм обладал сильным чувством справедливости.
Его имя Келегорм (на синдарине, изначально Тьелькормо (кв. Tyelkormo) на квенья) означает «Спешащий подняться» и описывает его вспыльчивый характер, равно как и его привычку вскакивать с места, разгневавшись. Его «отцовским именем» на квенья было Туркафинвэ (кв. Turkafinwё), «сильный [волей] Финвэ».
Келегорм был великим охотником и другом Вала Оромэ. От Оромэ он научился великому искусству обращения со зверями и птицами и мог понимать ряд их языков. Из Валинора он взял с собой гигантского пса Хуана, подарок Оромэ.
В «Сильмариллионе» описывается, что Келегорм вместе со своим отцом и братьями поклялся вернуть сильмариллы Феанора, украденные тёмным владыкой Морготом. Клятва привела его и его братьев в Средиземье в Первую Эпоху; там они основали царства в изгнании, вели войну против армий Моргота, сражались против своих сродников-эльфов и в конце концов навлекли разрушение и смерть на себя и своих последователей.
Келегорм участвовал в братоубийственной резне в Альквалондэ, а затем в ходе Дагор-нуин-Гилиат обрушился вместе со своим войском на армии орков, шедшие на север от гаваней Кирдана на выручку силам, которые уже громили нолдор. Келегорм, как и все его братья, последовали за Маэдросом в Восточный Белерианд после совета в Митриме, где после отречения Маэдроса Финголфин стал Верховным королём всех нолдор. Келегорм, его брат Куруфин и племянник Келебримбор обосновались в Химладе и укрепили проход Аглона. Орки пытались прорвать оборону прохода, но их отбили объединённые силы Дортониона и Химринга.
В Дагор Браголлах оборона прохода была прорвана, несмотря на отчаянное сопротивление. Келегорм, Куруфин и Келебримбор вместе с выжившими жителями Химладо отступили на запад в сторону Минас-Тирита. По пути им удалось спасти их друга Ородрета во время удара Саурона на Тол Сирион. Хотя Минас Тирит в итоге пал под ударами войск Ангбанда, Ородрету, Келегорму, Куруфину и Келебримбору удалось спастись с горсткой воинов.
Впоследствии Келегорм и Куруфин жили в Нарготронде, помогая Финроду во всех заботах о нуждах королевства, чем создали себе большой круг сторонников. Однако клятва и проклятие Валар отравили их разум после того, как к Финроду за помощью в обретении сильмарилла обратился Берен. Братья были резко против участия Финрода в походе, и их слова обратили многих людей против короля.
Затем они захватили Лютиэн Тинувиэль, дочь короля Дориата Тингола. Келегорм желал жениться на ней, таким образом создав родственную связь с Тинголом, и отправил в Дориат послания, объявляющие его намерения. Хуан, однако, порвал со своим хозяином и помог Лютиэн бежать; Келегорма же и Куруфина выгнали из Нарготронда, поскольку открылись их истинные намерения. Когда Тингол презрительно отказал братьям в ответ на требование выдать им сильмарилл, они поклялись уничтожить его.
Келегорм пал во Второй братоубийственной резне, когда сыновья Феанора напали на Дориат с тем, чтобы отнять сильмарилл у эльфийского короля Диора (перед этим Келегорм сделал все, чтобы его братья разгневались и решились на войну с эльфами): Диор и Келегорм убили друг друга в чертогах Менегрота.

### Кирдан
Кирдан (синд. Círdan, в переводе с синдарина — «корабел, кораблестроитель») — эльф из тэлери, великий мореплаватель и корабел. У Кирдана была борода, что было редкостью среди эльфов, однако ко времени Войны Кольца ему было уже очень много лет (примерно 15 000 солнечных лет), что делало его, возможно, самым старым из эльфов, остававшихся в Средиземье.
«Кирдан», скорее всего, — «прозвище» этого эльфа, описывающее его занятия. Его настоящим именем было Новэ (кв. Nówë).

### Куруфин
Куруфин (синд. Curufin) — сын Феанора и Нерданэль, прозванный «Искусным» (англ. The Crafty).

## Л

### Леголас из Гондолина
Леголас «Зеленолист» из Гондолина (англ. Legolas Greenleaf of Gondolin) — эльф из «Дома дерева», упоминаемый в «Книге утраченных сказаний».

### Леголас из Лихолесья
Леголас (синд. Legolas) — эльф из Лихолесья, один из девяти членов Братства Кольца. Был сыном Трандуила, короля Лесного царства Северного Лихолесья, описанного как «король эльфов» в «Хоббите».
В переводе с синдарина имя Леголаса означает «зелёный лист».

### Линдир
Линдир (синд. Lindir) — эльф Ривенделла, поэт, слушавший, как Бильбо Бэггинс декламировал балладу об Эарендиле и предложивший Бильбо прочитать её ещё раз.
В фильме Питера Джексона «Хоббит: Нежданное путешествие» Линдир показан как придворный Элронда, видимо управитель или дворецкий (он встречает гномов у входа в замок Элронда, а позже во время совещания Белого Совета сообщает об их уходе. В расширенной версии жалуется Элронду на то, что гномы опустошают винный погреб и кладовые, и интересуется, как долго они будут гостить.

### Лутиэн Тинувиэль
Лутиэн Тинувиэль (синд. Lúthien Tinúviel) — единственная дочь Элу Тингола, короля Дориата, и его жены, Майа Мелиан. Любовь Лутиэн и смертного человека Берена стала одной из величайших историй Древних дней.

## М

### Маблунг
Маблунг (синд. Mablung) — эльф из синдар, служивший в армии короля Элу Тингола в Дориате. Вместе с Белегом Куталионом он был одним из величайших военачальников синдар. Он также участвовал в Охоте на Кархарота вместе с Береном. Имя его означало в переводе с синдарина «тяжёлая рука». Возможно, это было не настоящее имя, а эпессэ, в этом случае настоящее имя его неизвестно.
Маблунг стал начальником стражи Дориата после того, как Белег ушёл на поиски Турина. Когда Морвен, которая жила в то время в Дориате, узнала о падении Нарготронда и о том, что её сын Турин мог быть там, она захотела разыскать его. Маблунг был назначен Тинголом для её охраны в течение поездки. Ниэнор, дочь Морвен, тайно следовала за ними, скрывая это от Маблунга и Морвен до самого последнего момента.
Маблунг не смог предохранить Морвен и Ниэнор от ловушек дракона Глаурунга, и они обе были околдованы им. Маблунг же скрылся от Глаурунга и затем обыскал разорённый Нарготронд, однако не нашёл никаких следов Турина. Глаурунг же по возвращении в Нарготронд насмехался над Маблунгом, однако пощадил его, сказав, что теперь он потерял и Морвен, и Ниэнор.
Впоследствии Маблунг нашёл Ниэнор, но потерял её снова, когда она, находясь под действием наложенного Глаурунгом заклятием забвения, убежала от Маблунга в ходе нападения орков. Побеждённый, Маблунг вернулся в Дориат и провёл последующие годы в поисках Морвен и Ниэнор.
Когда Маблунг узнал, что Глаурунг находится в Бретиле, он направился туда и там встретил Турина. Признав, что Ниэнор пропала без вести, он заставил Турина осознать, что его жена Ниниэль на самом деле — его сестра Ниэнор. После этого Турин покончил жизнь самоубийством.
Маблунг был убит во время разорения Дориата гномами Ногрода.
Имя Маблунг ещё раз упоминается во втором томе трилогии «Властелин Колец»: его носил один из следопытов Итилиэна, член отряда Фарамира. Он и следопыт Дамрод охраняли Фродо и Сэма во время боя следопытов с харадримами, а после боя сопровождали Фарамира и хоббитов к Хеннет Аннун. Во время похода к Мораннону он же возглавил вместе с Дамродом отряд разведчиков, обнаруживших и разбивших засаду сил Мордора.

### Маглор
Маглор (синд. Maglor) — второй сын Феанора и Нерданэль, величайший певец и арфист среди нолдор и тэлери. В Валиноре был женат. После гибели Древ, смерти Финвэ и кражи Сильмариллов, дал, как и все братья, Клятву вечно преследовать войной и гневом любого, кто не отдаст Феанору и его сынам, Сильмариллы; после чего Маглор покинул Аман. Участвовал в составе Первого Дома в Резне в Альквалондэ, сожжении кораблей и битве Дагор-нуин-Гилиат. После захвата в плен Маэдроса, был главой нолдор Первого Дома. После расселения нолдор в Белерианде, стал королём нолдор в земле под названием Врата Маглора. В Дагор Аглареб через земли Маглора в Белерианд прорвались войска орков, но впоследствии были уничтожены. В Дагор Браголлах Маглор потерпел поражение, когда на его земли обрушился во главе армии орков, дракон Глаурунг. Маглор со свои народом отступил на холм Химринг, цитадель Маэдроса. Там они собрали значительные силы и отбили захваченный орками перевал Аглон.
В Нирнаэт Арноэдиат войска Первого Дома были преданы истерлингами рода Ульфанга, что привело к поражению Союза Маэдроса, но Маглору удалось убить вожака предателей Ульдора Проклятого. После Маглор с остальными братьями бежал в изгнание.
Когда Диор стал владеть Сильмариллом, но ничего не ответил принуждаемым Клятвой сыновьям Феанора, на призыв вернуть камень, Маглор с остальными братьями и войском нолдор Первого Дома атаковал Дориат и началась Резня в Дориате. Когда Эльвинг, дочь Диора, бежавшая с Сильмариллом, отказалась возвращать его, Первый Дом атаковал Гавани Сириона, где правила Эльвинг, так разразилась Резня в Гаванях Сириона. Эльвинг удалось бежать с камнем, но брошенные ею сыновья, Элронд и Элрос, были взяты на воспитание Маглором, полюбившим их как своих.
Когда воинство Валар победило орды Моргота в Войне Гнева, одолев его самого и забрав оставшиеся Сильмариллы, Маэдрос и Маглор предъявили на наследство отца свои права, но глашатай Манвэ, Эонвэ, сказал братьям, что они утратили эти права из-за своих злодеяний, и что им должно предстать перед судом Валар. Маглор желал подчиниться, но Маэдрос убедил брата предпринять последнюю попытку исполнить Клятву. Изменив облик, братья ночью проникли в лагерь и убив стражу, похитили Сильмариллы. Но это заметили и окружив братьев, хотели уже убить, однако Эонвэ не позволил этого, отпустив сынов Феанора с камнями. Но камни жгли нечистые руки братьев, так как они утратили своё право, как и говорил Эонвэ. Тогда Маглор в отчаянии и раскаянии бросился со своим Самоцветом в море, погибнув в волнах.

### Махтан
Махтан (кв. Mahtan) — эльф из нолдор, отец Нерданэли, жены Феанора. Имя его происходило от древнего корня mahta- («управляться с чем-то»), особо подчёркивая его искусство и умение мастерового.
Будучи искусным кузнецом Валинора, Махтан освоил мастерство работы по камню и металлу под руководством Вала Аулэ, и из-за этого его также называли Аулендур (кв. Aulendur, «слуга Аулэ»). Махтан часто носил на голове медный обруч (так же, как и его внук Маэдрос) и был известен своим пристрастием к этому металлу, из-за чего получил прозвище Урундил (кв. Urundil, «друг меди»). Его «эпессэ» (прозвище) было Руско (кв. Rusco, «лис») и было дано ему из-за его рыжевато-каштановых волос, которые унаследовали его дочь Нэрданэль и внуки Маэдрос, Амрод и Амрас. Махтан также носил бороду, что было необычным для эльфа (особенно такого молодого, как он). Согласно Толкину, большинство эльфов могло отращивать бороды только начиная с «третьей стадии» своей жизни, в то время как Махтан находился только в начале второй. Непонятно, однако, что конкретно означала каждая из стадий.
Махтан, в свою очередь, стал учителем Феанора, величайшего из всех мастеровых эльфов, однако тот — к огорчению Махтана — использовал полученные знания также и для изготовления первого оружия и доспехов в Валиноре. Когда Феанор взбунтовался против Валар и решил вести нолдор в Средиземье для отмщения Морготу, Махтан послушался совета Аулэ и не последовал за ним. Вместе с Махтаном в Валиноре осталась и его дочь Нерданэль.

### Маэглин
Маэглин (синд. Maeglin, в переводе с синдарина — «острый взгляд») — сын Эола Тёмного Эльфа и Аредэли, дочери Финголфина. Жил в Первую Эпоху Средиземья и был важным сановником Гондолина.
Маэглин был единственным эльфом, который добровольно и в здравом уме стал слугой Моргота и выдал ему местоположение Гондолина.

### Маэдрос
Маэдрос (синд. Maedhros) — старший сын Феанора и Нерданэль.

### Мириэль
Мириэль Сериндэ (Териндэ) (кв. Míriel Serindë (Þerindë), в переводе с квенья «Драгоценная жена-вышивальщица») — первая жена Финвэ, короля нолдор. Её сыном был Куруфинвэ, которого она называла Феанором, что означает «дух огня». Была она стройной и изящной, и волосы её были серебристыми, что было необычно для в целом темноволосых нолдор. Она обладала прекрасным голосом и изысканным и ясным произношением, хотя говорила она быстро, и Мириэль гордилась этим умением. Но главным её талантом была изумительная искусность рук. Этот дар она использовала при вышивании и преуспела в нём, и вышивки её, сделанные быстро даже по меркам эльдар, были искуснее и прекраснее, чем всё, что они видели прежде. Поэтому её называли «Тэриндэ» (Þerindë) («Вышивальщица») — имя, которым её уже назвала мать. Нрав у неё был мягкий, хотя, как позже открылось в вещах более важных, она могла выказывать крайнее упрямство, которое совет или повеление делали лишь ещё более ожесточённым. Её сын, Феанор, унаследовал от матери эту черту характера, и так же как и Мириэль, его могла полностью поглотить работа, требующая наибольшей верности руки.
Великой и радостной была любовь Финвэ и Мириэли, но, вынашивая сына, Мириэль изнемогла духом и телом и после рождения его затосковала об освобождении от бремени жизни, ибо вся сила её ушла в Феанора. Мириэль слабела с каждым днём, а Финвэ, приходил в Лориэн и звал жену, впавшую в целительный сон, будил её, требуя вернуться как можно быстрее к исполнению супружеского долга. Через год после рождения сына по требованию Финве Валар поставили перед Мириэль вопрос - немедленное пробуждение или уход в чертоги Мандоса с возможностью дальнейшего воскрешения. Мириэль выбрала уход в чертоги Мандоса. Уход Мириэли был большим потрясением для Валар, для Феанора — источником грусти, не покидавшей его всю жизнь, а для Финвэ — причиной второго брака. Бессмертный король не стал дожидаться воскрешения любимой жены и всего через два года по требованию Финве Валары, после долгих споров, приняли "Статут Финве и Мириэль", разрешавший повторный брак. Приготовления к свадьбе заняли ещё 13 лет, после чего Финве женился на Индис.  Всё это в итоге привело к мятежу нолдор и первой братоубийственной резне в Альквалондэ.
Однако впоследствии, встретившись в Чертогах Мандоса с Финвэ, убитым Морготом, и узнав о том, что происходило в мире, Мириэль пожалела о том, что оставила сына и мужа, и пожелала вернуться. Ей это было позволено, и она стала вышивальщицей в свите Валиэ Вайрэ. Обязанностью её было ткать все деяния Дома Финвэ на Ткани Времени.

### Митреллас
Митреллас (синд. Mithrellas) — эльфийка из лесных эльфов, спутница Нимродэли, покинувшая Лоринанд вместе с ней. По некоторым легендам, её взял в жёны нуменорец Имразор, и Митреллас родила ему сына Галадора и дочь Гильмит. Однако вскоре ночью она сбежала, и более её никто не видел.

## Н

### Неллас
Неллас (синд. Nellas) — эльфийская дева, подруга молодого Турина Турамбара. Впоследствии выступала свидетелем защиты, когда Турину несправедливо предъявили обвинение в убийстве Саэроса.

### Нерданэль
Нерданэль (кв. Nerdanel) — дочь Махтана и жена Феанора.
Нерданэль не относилась к прекраснейшим девам нолдор, однако была сильной, свободной духом и стремящейся к знаниям. В юности она любила гулять в холмах или у моря вдалеке от поселений нолдор, в одном из таких путешествий она и встретила Феанора, и они были спутниками во многих странствиях и в итоге связали себя узами брака, в котором Нерданэль родила Феанору семерых сыновей (что было исключением среди эльдар, обычно имевших крайне немного детей).
В отличие от мужа Нерданэль обладала спокойным характером и пыталась укротить его огненный нрав и гордость своей мудростью. В течение некоторого времени только ей удавалось влиять на него. Однако когда Феанор взбунтовался против Валар, Нерданэль долго и тщетно пыталась успокоить его, и в конце концов покинула Феанора, уйдя в дом отца (род её был предан Аулэ, который посоветовал Махтану не участвовать в мятеже: «В конце концов всё это приведёт Феанора и всех твоих детей только к смерти»). Однако, узнав о том, что Феанор с сыновьями собирается покинуть Валинор навсегда, она пришла к нему и умоляла оставить ей хотя бы младших близнецов, Амрода и Амраса, или даже только одного из них. Феанор ответил на это: 

Была бы ты верной женой, как до того, как тебя обвёл вокруг пальца Аулэ, у тебя были бы все они, ибо ты пошла бы с нами. А теперь, покидая меня, ты покидаешь также всех наших детей, ибо решили они идти вместе с отцом.
Нерданэль рассердилась и ответила ему: 

Не всех, ибо один из них никогда не ступит на твердь Средиземья.
Феанор же сказал ей: 

Оставь свои злые пророчества для Валар, которым это понравится. А я не придаю им значения.— Народы Средиземья: Шибболет Феанора: Имена наследников Финвэ (для всех цитат)
На сём они расстались навсегда.
Нерданэль была одарённым мастером по камню и металлу, используя искусство, переданное ей отцом. Она ваяла статуи Валар в их видимом облике, а также многих эльфийских мужчин и женщин. И были статуи настолько живыми, что те, кто не знал эльфов, изваянных Нерданэлью, часто заговаривали с ними. Многое она делала и по собственным мыслям.
Семья Нерданэль — единственный пример эльфов с рыжими волосами. Отец Нерданэль, Махтан, и трое из её сыновей (Маэдрос, Амрод и Амрас) имели красновато-каштановые волосы, что описывается как признак «рода Нерданэли» (хотя и не её самой: у неё были каштановые волосы и румяное лицо).

### Нимлот
Нимлот (синд. Nimloth, в переводе с синдарина — «белый цветок») — эльфийка из синдар, дочь Галатиля, сына Галадона, сына Эльмо. Вышла замуж за Диора Элухиля и была матерью Элуреда, Элурина и Эльвинг. Также была известна как Линдис.
Нимлот погибла в ходе братоубийственной резни в Менегроте.

### Нимродэль
Нимродэль (синд. Nimrodel) — эльфийская дева из Лоринанда (Лотлориэна).
Нимродэль была возлюбленной Амрота, последнего владыки Лоринанда из рода лесных эльфов. Она жила возле реки в доме на дереве, но когда в Мории появился балрог, она ушла в Эделлонд, чтобы встретиться там со своим возлюбленным Амротом и уплыть в Валинор. Однако после того, как она перешла Эред Нимраис, следы её потерялись. Река возле её дома в Лориэне была названа в её честь.

## О

### Олвэ
Олвэ (англ. Olwë) — король эльфов-телери Амана, младший брат Элу Тингола, короля синдар. У Олвэ был также второй брат, Эльмо.
Эльвэ и Олвэ были сопредводителями третьего клана эльфов, телери, и вместе вели свой народ от озера Куивиэнен в Аман. Однако во время долгого ожидания переправы в Валинор в Белерианде Эльвэ исчез. После многих лет поисков Олвэ потерял терпение и, по настоянию Вала Улмо, возглавил путешествие большей части своего народа в Валинор. В Амане телери стали известны как «морские эльфы», или фалмари, за их любовь к морю.
Олвэ стал владыкой острова Тол Эрессеа, где телери построили большое количество городов и выросли в численности. Когда они окончательно переселились в Эльдамар несколько веков спустя, Олвэ стал владыкой Альквалондэ. У него было несколько сыновей, а также дочь Эарвен, которая вышла замуж за Финарфина, сына Финвэ, который впоследствии стал Верховным королём нолдор Валинора. Их дети, пришедшие в Средиземье, могли, таким образом, заявлять о своём родстве с Тинголом.

### Ородрет
Ородрет (синд. Orodreth) — эльф из нолдор, правитель Нарготронда после гибели Финрода Фелагунда. В опубликованном «Сильмариллионе» — второй сын Финарфина, брат Финрода, Аэгнора, Ангрода и Галадриэль; более поздние комментарии, опубликованные в «Народах Средиземья» делают его сыном Ангрода (и отцом Гил-Галада).

### Орофер
Орофер (синд. Oropher) — король эльфов-синдар Средиземья Дж. Р. Р. Толкина, отец Трандуила и дед Леголаса.
Орофер был одним из синдар Дориата, но после Войны Гнева он отказался покинуть Средиземье, как сделали многие другие, и вместо этого со всем своим семейством переправился через Эред Луин (Голубые горы). В конечном итоге он достиг Великого Зеленолесья, где обитали лесные эльфы из народа нандор, и был принят ими как король. Его столицей стал Амон Ланк.
К западу от царства Орофера за Андуином было королевство Лоринанд, где Амдир, другой синда, правил лесными эльфами. Когда Саурон возвратился в Средиземье после падения Нуменора и начал набирать силу, народ Орофера отступил к северу от старой Гномьей дороги, и позже снова к северу от гор Лихолесья, где они и укрепились.
Орофер ответил на призыв Последнего союза эльфов и людей и присоединился к силам Гил-Галада. Вместе они прошли в низовья Андуина к равнине Дагорлад. Отряд Орофера был слабо вооружён. В сражении на Дагорладе отряд Орофера бился отважно, но в итоге большая часть его во главе с самим королём была уничтожена.
После того как Саурон был побеждён, Трандуил, сын Орофера и наследник, возвратился с остатками его отряда на север в Лихолесье. Тогда их армия была достаточно большой, чтобы орки, скрывающиеся в Хитаэглире, не нападали на них.

### Орофин
Орофин (синд. Orophin) — эльф-пограничник из Лотлориэна. Сопровождал своих братьев Румила и Халдира и присутствовал при задержании Халдиром Братства Кольца. Орофин ушёл предупредить своих воинов о приближающемся нападении орков и с тех пор не упоминался в повествовании.

## П

### Пенголод
Пенголод (синд. Pengolodh) — эльфийский учёный из числа нолдор. В различных произведениях Толкина его имя пишется также как Pengolod, Pengoloð, Pengoloth, Pengoloþ (окончание, однако, везде должно читаться как межзубный звонкий, как в английском this). Появляется только в «Истории Средиземья» и отсутствует во всех основных работах, напечатанных при жизни Толкина («Хоббит», «Властелин Колец») или посмертно («Сильмариллион»). Имя его — синдаризированный вариант квенийского имени Квендинголдо (кв. Quendingoldo). Буквально оно означает «эльф из нолдор», но также переводится и как «учитель мудрости».
Пенголод жил в Гондолине, а родился в Неврасте в благородной семье отца-нолдо и матери-синда. Будучи членом Ламбенголмор (сообщества мудрецов-лингистов), Пенголод был известен как «Мудрец нолдор» и стяжал славу величайшего учёного со времён Феанора и Румила.
Пенголод бежал из разрушенного Гондолина вместе с Туором и Идрилью и последовал за ними к устьям Сириона. Более о нём нигде не упоминается, но поскольку «Анналы Белерианда» приписываются ему, также как и «Анналы Валинора» (представляющие собой расширение работы Румила), он, должно быть, остался в Линдоне, по крайней мере, на некоторое время после Войны Гнева, и предки дунэдайн смогли переписать его работы.
Именно в ходе пребывания в Устьях Сириона Пенголод написал большинство своих работ. Основываясь на информации, полученной от беженцев из Дориата, он сделал копии и выписки из документов, написанных Киртом, возможно, таким образом, сохранив его как живую систему письменности.
Позже, во Вторую Эпоху, Пенголод жил в королевстве нолдор Гил-Галада. Также Пенголод стал одним из очень немногих эльфов, допущенных в Казад-Дум, где он мог выучить кхуздул. Во время Войны эльфов с Сауроном, после падения Эрегиона, Пенголод последним из эльфийских учёных покинул Средиземье и прибыл на Тол Эрессеа.
В «Истории Средиземья», как уже упоминалось, Пенголоду приписываются «Анналы Белерианда», которые составлялись Толкином параллельно с «Сильмариллионом» (Кристофер Толкин почерпнул из них большое количество информации, включённой в опубликованный «Сильмариллион»), а также ряд поздних эссе по эльфийской филологии.
Ранние тексты Толкина говорят о том, что после прибытия на Тол Эрессеа Пенголод жил в деревне Тавробел (или Татробел). Много веков спустя Эльфвин Английский, англосаксонский путешественник, разговаривал с ним там.

### Пенлод
Пенлод (синд. Penlod) — один из князей Гондолина. Описан в «Падении Гондолина», включённом в «Книгу утраченных сказаний». Пенлод был правителем двух благородных домов: Дома Колонны и Дома Снежной Башни. Погиб при защите города от полчищ Моргота.

## Р

### Рог
Рог (синд. Rog) — в «Книге утраченных сказаний» князь Гондолина, владыка Дома Гневного Молота. Кристофер Толкин исключил его из опубликованного «Сильмариллиона» из-за имени, которое он посчитал неприемлемым для эльфа (ср., к примеру, «балрог» — «демон мощи»).

### Румил из Лориэна
Румил из Лориэна (англ. Rúmil of Lórien) — один из эльфов-охранников границ Лориэна (вместе со своими братьями Халдиром и Орофином). Как и Орофин, Румил не умел говорить на вестроне.

### Румил из Тириона
Румил из Тириона (англ. Rúmil of Tirion) — эльф из нолдор, мудрец, живший в Тирионе в Амане. Происхождение его имени неясно.
Первым из эльфов создал систему письма — алфавит (или абугиду) сарати (где каждая буква называлась сарат), впоследствии улучшенную и развитую Феанором до тенгвара. Румил также был талантливым лингвистом, и когда тэлери наконец прибыли в Валинор, он обнаружил различия между их языком и квенья, на котором говорил сам.
Румил, не последовав зову Феанора, не принял участия в мятеже нолдор и остался в Тирионе в числе подданных Финарфина (там он, видимо, пребывает и поныне).
В произведениях «Истории Средиземья» Румилу приписывается создание в Первой Эпохе большого количества сочинений, позже включённых в «Сильмариллион»: «Айнулиндалэ», «Валаквенты», «Анналов Амана», «Ламмаса» и «Ламмассетен» (о языках Арды), «Амбарканты». В «Войне Самоцветов» также упоминается коллекция высказываний Румила «И-Эквесси Румило» (кв. i Equessi Rumilo).
Позднее Пенголод из Гондолина закончил и продолжил большую часть его трудов.

## С

### Салгант
Салгант (синд. Salgant) — в «Книге утраченных сказаний» князь Гондолина, владыка Дома Арфы. Описан как трус, подлизывающийся к Маэглину.

### Саэрос
Саэрос (синд. Saeros) — один из немногих эльфов Средиземья, изображённых в негативном свете. Из всей информации о нём у Толкина можно найти только историю взаимоотношений Саэроса с Турином Турамбаром.
Саэрос был одним из лаиквенди, бежавших в безопасный Дориат после Первой Битвы Белерианда. В течение следующих пятисот лет он стал высшим советником Элу Тингола, короля Дориата. Отличительной чертой его было чрезмерное высокомерие.
В двенадцатую годовщину ухода от матери и из дома Турин вернулся во дворец короля с войны, которую вёл на границах Дориата. Усталый, голодный и огорчённый невесёлым юбилеем, Турин сел на свободное место за столом короля, которое было местом Саэроса. Вскоре появился и сам Саэрос и был чрезвычайно оскорблён «узурпацией» его места. Заняв место напротив Турина, он оскорбил его, насмехаясь над его потрёпанным внешним видом. Поскольку у Турина были длинные непричёсанные волосы, Саэрос спросил, не вели ли себя его родственницы-женщины, как звери, ходя «одетыми только в волосы». Услышав это, Турин в ярости швырнул кубок в лицо Саэроса, тем самым ранив его. Ужаснувшись от собственного поведения, Турин тут же покинул зал.
На следующий день Саэрос напал на Турина, который в это время шёл через лес. Несмотря на преимущество внезапности, в последующей схватке он был обезоружен. После этого Турин заставил его, угрожая мечом, раздеться донага и бежать через лес. Не понимая того, что Турин вовсе не желает ему смерти, Саэрос, ослеплённый ужасом, попытался перепрыгнуть расселину, раскинувшуюся на его пути, но неудачно: он упал на острый камень на дне ущелья и расстался с жизнью. Видя это и ожидая обвинения в убийстве, Турин навсегда покинул Дориат, несмотря на призыв Маблунга остаться и ожидать королевского суда.
На суде, проведённом в отсутствие подсудимого через некоторое время, эльфийская дева Неллас привела Тингола к вынесению приговора о невиновности Турина, говоря о внезапном нападении на него (которое она видела) и утверждая, что Турин не собирался убивать Саэроса.
По версии, представленной в раннем тексте «Лэ о детях Хурина» Турин, бросив в лицо Саэросу кубок, сбил того с ног. Саэрос при падении ударился головой о каменный пол и таким образом погиб.
В тексте книги «Дети Хурина» указано, что Саэрос не скоро сможет покинуть Чертоги Мандоса.

## Т

### Тата
Тата (англ. Tata) — один из первых шести пробудившихся эльфов.

### Татиэ
Татиэ (англ. Tatyё) — супруга Таты, одна из первых шести пробудившихся эльфов.

### Тингол
См. Элу Тингол

### Трандуил
Трандуил (синд. Thranduil) — король эльфов Лихолесья и отец Леголаса.

### Тургон
Тургон (синд. Turgon), называемый Мудрым (англ. the Wise) — король эльфов-нолдор, второй сын Финголфина, брат Фингона, Аредэли и Аргона, владыка сокрытого города Гондолин.
Его имя — синдаризированная форма квенийского имени Турукано (кв. Turukáno), возможно, обозначающего «отважный владыка».
Хотя Тургон изначально противился исходу нолдор из Амана, в конце концов и он присоединился к изгнанникам. Когда же Феанор и его сыновья захватили все имевшиеся в наличии корабли, Тургон вместе с отцом Финголфином повёл свой народ через опасную ледяную пустыню Хэлкараксэ; во время этого похода он потерял свою жену Эленвэ. Прибыв в Белерианд, Тургон обосновался в Неврасте, где эльфы построили город Виньямар. Там он стал правителем смешанного народа, состоявшего из нолдор и синдар.
Лет через пятьдесят после прихода в Белерианд, путешествуя вдоль Сириона вместе со своим двоюродным братом Финродом Фелагундом, Тургон увидел наполненный тревожными видениями сон, посланный Улмо им обоим. С тех пор глухое беспокойство и тревога за будущее не покидали их. Уже поодиночке бродили они по самым нехоженым краям, искали места, отличающиеся скрытой силой, и каждый думал о том, как и где придется встретить страшный день, когда Моргот вырвется из осаждённого Ангбанда.
В следующем году Улмо лично явился Тургону и отвёл его в долину Тумладен в Окружных горах, куда Тургон впоследствии тайно переселился, взяв с собой треть эльфов, последовавших за Финголфином, и многих из синдар. Невраст был покинут, а в долине Тумладен был основан город Гондолин. Исчезновение столь многих из их братьев заставило многих эльфов искать «сокрытое царство» Тургона.
Тургон и его народ оставались в уединении в Гондолине многие годы; там выросла его дочь, Идриль Келебриндал, вышедшая замуж за Туора после того, как тот пришёл в Гондолин через тайный проход, дорога к которому была открыта ему в снах, посланных Улмо. Приход Туора был предсказан Улмо много лет назад, он приказал Тургону оставить в Неврасте доспехи для будущего посланника, коим и оказался Туор. Однако предупреждение Туора о грядущей погибели было в конце концов отвергнуто Тургоном, который все ещё верил в то, что его царство надёжно сокрыто и что его союзники — орлы надёжно охраняют Гондолин и на дадут никому из шпионов Моргота обнаружить его.
Тургон вышел из Гондолина вместе с войском во время битвы Нирнаэт Арноэдиад и, хотя битва все равно была проиграна, его вмешательство предотвратило полный разгром нолдор и их союзников.
Погиб Тургон во время обороны Гондолина после предательства своего племянника Маэглина, который возжелал Идриль и провёл к Гондолину войска Моргота.
Тургон использовал в бою меч Гламдринг, который позже нашёл и носил Гэндальф.

## Ф

### Феанор
Феанор (синд. Fëanor, правильное произношение — Фэанор) — старший сын Финвэ и его супруги Мириэль Сериндэ, после гибели отца — верховный король всех нолдор. Создал множество великих творений, и самое великое из них, спасение для Мира после его Конца — Сильмариллы. Величием тела и духа он превосходил пределы, положенные эльдар, был сильнейшим из них и всех Детей Эру Илуватара, будучи среди них также величайшим в доблести, стойкости, красоте, уме, мастерстве и тонком искусстве; душа его горела как пламя. Сыграл основополагающую роль в судьбах эльфов и людей, возглавив мятеж нолдор против Валар для войны с Морготом в Средиземье.
Его материнское имя — компромисс между синдаринским «Фаэнор» (синд. Faenor) и квенийским «Фэанаро» (кв. Fëanáro), означающими «дух огня». Вначале Финвэ дал Феанору своё имя — Финвэ, но позже изменил его на Куруфинвэ (кв. Curufinwë, «Искусный Финвэ»). Феанор женился на Нерданэль, дочери Махтана, которая родила ему семерых сыновей (самое большое число детей у эльфов): Маэдроса, Маглора, Келегорма, Карантира, Куруфина, Амрода и Амраса.

### Финарфин
Финарфин (синд. Finarfin) — третий сын Финвэ, брат Финголфина и единокровный брат Феанора. Его матерью была вторая жена Финвэ, Индис. Финарфин прославился как прекраснейший и мудрейший из сыновей Финвэ.
Как и все сыновья Финвэ, Финарфин основал свой Дом, в котором (единственные из нолдор) он и все его потомки имели золотистые волосы, унаследованные от матери Финарфина, поэтому дом его иногда называли «Золотым Домом Финарфина».

### Финвэ
Финвэ (англ. Finwë) — первый Верховный король эльфов-нолдор, возглавивший их в Великом путешествии из Средиземья в Валинор. Многие из персонажей «Сильмариллиона» прослеживают своё происхождение от Финвэ.
Имя его полностью не переведено. Глоссарий «Сильмариллиона» переводит фин- как «волосы», прочие источники говорят, что значение этого слова — «мастерство».

### Финдис
Финдис (кв. Findis) — одна из дочерей Финвэ.

### Финдуилас
Финдуилас (синд. Finduilas) — дочь Ородрета, короля Нарготронда, возлюбленная Гвиндора и Турина Турамбара.

### Финголфин
Финголфин (синд. Fingolfin) — второй сын Финвэ, брат Финарфина, сводный брат Феанора. Матерью Финголфина была вторая жена Финвэ, Индис. По легенде, Финголфин был самым сильным, непреклонным и отважным из сыновей Финвэ. Его имя на квенья звучало как Нолофинвэ (кв. Nolofinwë), «мудрый Финвэ», а имя «Финголфин» представляет собой синдаризацию его полного имени — Финвэ Нолофинвэ.

### Фингон
Фингон (синд. Fingon) — эльф из нолдор, старший сын Финголфина, старший брат Тургона, Аредэли и Аргона. На квенья его имя звучало как Финдекано (кв. Findekáno, «умелый герой»).

### Финрод Фелагунд
Финрод Фелагунд (синд. Finrod Felagund) — эльф из нолдор, старший сын Финарфина и Эарвен из Альквалондэ. Брат Галадриэль, Ангрода и Аэгнора, король Нарготронда.
Имя «Финрод» — синдаризированная форма его имени на тэлерийском квенья Финдарато (кв. Findaráto), приблизительно означающего «могучий потомок Финвэ» (более полное звучание этого имени — Финдарато Ингольдо (кв. Findaráto Ingoldo), с включение материнского имени, означающего «нолдо» (в значении — «выдающийся нолдо»)). На нолдорине имя Финрода звучало как Артафиндэ (кв. Artafindё). «Фелагунд» — эпессэ, данное ему гномами, которые расширили пещеры Нарготронда, оно означает «высекатель пещер». Это уже не синдарин, а синдаризированный кхуздул (на котором имя звучит как «Фелак-Гунду»). Другим прозвищем, данным Финроду, было Ном (англ. Nóm), «мудрость». Это имя дал ему Беор и его последователи. Прочие титулы Финрода включали такие, как «Владыка Нарготронда» и «Друг людей».

## Х

### Халдир
Халдир (синд. Haldir) — лесной эльф, хранитель границ Лориэна и один из командиров лориэнской армии. Один из немногих эльфов-пограничников, умеющих говорить на всеобщем языке, поэтому выступал в качестве переводчика. По книге имеет двоих братьев — Румила и Орофина (своих подчинённых). В книге изображён как последовательный и непримиримый противник чужаков, в особенности — гномов, на которых он, как и большинство лесных эльфов и синдар, со дней убийства короля Тингола смотрел как на потенциальных врагов. Из-за этого при вступлении Братства на земли Лориэна у него чуть было не состоялся вооружённый конфликт с Гимли, однако впоследствии благодаря косвенному вмешательству владык Лориэна Халдир пересмотрел свои взгляды и первым помирился с гномом.
После прощания с Братством Халдир остался защищать границы Лориэна от наседающих на них орков Мории, и в дальнейшем Толкин о нём не упоминает. В экранизации Питера Джексона Халдир (в исполнении Крэйга Паркера) погибает при осаде Хорнбурга в 3019 г. Т.Э., придя на помощь с отрядом эльфов-лучников из Лориэна.

## Э

### Эарвен
Эарвен (кв. Eärwen, в переводе с квенья — «морская дева») — эльфийка из тэлери, дочь Ольвэ из Альквалондэ, жена Финарфина и мать Галадриэль, Финрода, Ангрода и Аэгнора. Имела нескольких братьев. Эарвен осталась в Амане после исхода нолдор, как и её муж Финарфин. Жена Финголфина, Анайрэ, была её подругой. Эарвен была двоюродной сестрой Лютиэн и племянницей Тингола.
Волосы Эарвен по цвету напоминали «серебро цвета звёзд», как и у самого Ольвэ, а её сын Финрод унаследовал от неё «любовь к морю и мечтам о далёких землях, где он никогда не бывал».

### Эгалмот
Эгалмот (синд. Egalmoth) — эльф из нолдор, живший в Гондолине. Эгалмот пережил Падение Гондолина и бежал к устьям Сириона, где позже погиб при нападении сыновей Феанора. В «Книге утраченных сказаний» Эгалмот назван главой Дома Небесной Арки. Там же упоминается о том, что Эгалмот — единственный из всех нолдор, кто пользовался в бою кривым мечом.
Во «Властелине Колец» имя «Эгалмот» присвоено человеку из Гондора.

### Эктелион
Эктелион (синд. Ecthelion) — эльф из нолдор, один из величайших воинов Гондолина.
Убил балрога Готмога, сбросив его в глубокий пруд фонтана, но сам погиб в этом поединке утонув из-за тяжёлых доспехов.
Он был одним из первых персонажей, придуманных Толкином, появившись ещё в «Падении Гондолина», части «Книги утраченных сказаний», написанной, по воспоминаниям Толкина, примерно в 1916-17 гг.
В честь Эктелиона были названы двое наместников Гондора в Третью Эпоху.

### Элеммакил
Элеммакил (кв. Elemmakil) — эльф из Гондолина. Был начальником охраны у первых ворот города. Элеммакил изначально преградил путь Воронвэ и Туору, пытавшимся попасть в город, но в итоге согласился пропустить их. Он продолжал службу в Гондолине вплоть до своей гибели от рук балрога при разграблении города.

### Эленвэ
Эленвэ (кв. Elenwë) — эльфийка из ваниар, жена Тургона и мать Идрили, которой она передала по наследству золотистый цвет волос своего народа. Эленвэ погибла, переходя через Хэлкараксэ, а Тургон чуть не сгинул, пытаясь спасти её.

### Элу Тингол (Эльвэ)
Элу Тингол (синд. Elu Thingol) — король синдар Дориата, а также Верховный король и владыка Белерианда. По легенде, был «самым высоким из всех Детей Илуватара» и «могущественнейшим из эльдар, не считая Феанора». Тинголу отведено очень большое количество внимания в ранних текстах Толкина.
Элу Тингол — синдаринский перевод имени Эльвэ Синголло (кв. Elwë Singollo). «Элу» и «Эльвэ» означает «звёздный мужчина», а «Тингол» и «Синголло» — «серая мантия».

### Эльмо
Эльмо (англ. Elmo) — эльф из тэлери, младший брат Эльвэ (Тингола) и Ольвэ. Упомянут только в «Неоконченных сказаниях», введён в повествование для объяснения родства Тингола и Келеборна, мужа Галадриэль, владыки Лориэна.

### Энель
Энель (англ. Enel) — один из первых шести пробудившихся эльфов.

### Энелье
Энелье (англ. Enelyë) — супруга Энеля, одна из первых шести пробудившихся эльфов.

### Энердил
Энердил (синд. Enerdhil) — создатель драгоценного Эльфийского Камня (Элессара).

### Элладан и Элрохир
Элладан и Элрохир — персонажи легендариума Джона Р. Р. Толкина, сыновья Элронда Полуэльфа и Келебриан, дочери Галадриэль и Келеборна; старшие братья Арвен. Оба были темноволосыми и сероглазыми, настолько похожи между собой, что даже те, кто хорошо их знал, не могли отличить одного близнеца от другого. Кроме того, они редко упоминаются отдельно друг от друга. Их имена означают в переводе с синдарина, соответственно, «эльф-человек» и «эльф-конь».
В 2509 г. Т. Э. Келебриан путешествовала из Ривенделла в Лориэн и была схвачена орками. Элладан и Элрохир спасли её из плена, но она так и не смогла полностью оправиться от полученных ран и через год уплыла на Запад. После этой потери братьев переполнила ненависть к оркам. Элладан и Элрохир часто сопровождали северных дунэдайн, помогая им выслеживать орков.
Они прошли вместе с Арагорном Тропой Мёртвых и участвовали в Битве при Пеларгире.
После ухода за Море Элронда его сыновья ещё некоторое время жили в Ривенделле вместе со своим дедом Келеборном. Их дальнейшая судьба неизвестна.

### Элронд
Элронд (синд. Elrond, в переводе с синдарина — «звёздный купол») — полуэльф, сын Эарендила и Эльвинг, выбравший удел эльфов. Отец Арвен, Элладана и Элрохира, муж Келебриан. Во Вторую Эпоху — знаменосец Гил-Галада, участник Битвы при Дагорладе. В Третью Эпоху — основатель и владыка Ривенделла, мудрейший эльф Средиземья. После окончания Войны Кольца уплыл за море.

### Эльдалотэ
Эльдалотэ (кв. Eldalótë) — жена Ангрода и (по некоторым вариантам легенд) мать Ородрета. Имя её на квенья означает «эльфийский цветок», на синдарине же оно звучит как Эделлос (англ. Edhellos).

### Эол
Эол Тёмный Эльф (англ. Eöl The Dark Elf) — муж Аредэли и отец Маэглина. Был одним из величайших эльфов-кузнецов Средиземья, в частности, выковал чёрный меч Англахэл, позднее использовавшийся Турином Турамбаром. Фактически Эол принадлежал к авари, «отказавшимся» — эльфам, не последовавшим за Оромэ в Великое Путешествие на Запад.

### Эрестор
Эрестор (синд. Erestor) — эльф из Ривенделла, главный советник владыки Элронда. Присутствовал на Совете у Элронда, где предложил, что Кольцо Всевластья нужно отправить к Тому Бомбадилу, где оно будет надёжно сокрыто от Врага. Когда эта идея была отклонена, он сказал, что Кольцо необходимо либо сокрыть, либо уничтожить, и что второй вариант — это вариант «отчаявшихся». После Войны Кольца Эрестор отправился (как и большинство свиты Элронда) в Гондор, чтобы присутствовать на бракосочетании Арагорна и Арвен.
В ранних редакциях «Властелина Колец» Эрестор был полуэльфом и входил в Братство Кольца.